# Best Ballads (album, Toto)
Best Ballads je drugi kompilacijski album ameriške rock skupine Toto, ki je izšel leta 1995 pri založbi Columbia Records. Album vsebuje 17 bolj ali manj znanih balad skupine Toto.

## Seznam skladb
| Št. | Naslov                  | Pisec                                     | Z albuma                  | Dolžina |
| --- | ----------------------- | ----------------------------------------- | ------------------------- | ------- |
| 1.  | „A Secret Love‟         | Steve Porcaro, David Paich, Bobby Kimball | Hydra                     | 3:07    |
| 2.  | „I'll Be Over You‟      | Steve Lukather, Randy Goodrum             | Fahrenheit                | 3:49    |
| 3.  | „Africa‟                | Paich, Jeff Porcaro                       | Toto IV                   | 4:54    |
| 4.  | „99‟                    | Paich                                     | Hydra                     | 5:13    |
| 5.  | „Mama‟                  | Paich, Kimball                            | Hydra                     | 5:13    |
| 6.  | „Somewhere Tonight‟     | Lukather, Paich, J. Porcaro               | Fahrenheit                | 3:42    |
| 7.  | „Takin' It Back‟        | S. Porcaro                                | Toto                      | 3:45    |
| 8.  | „I Won't Hold You Back‟ | Lukather                                  | Toto IV                   | 4:56    |
| 9.  | „Anna‟                  | Lukather, Goodrum                         | The Seventh One           | 4:54    |
| 10. | „Georgy Porgy‟          | Paich                                     | Toto                      | 4:09    |
| 11. | „Lea‟                   | S. Porcaro                                | Fahrenheit                | 4:30    |
| 12. | „It's a Feeling‟        | S. Porcaro                                | Toto IV                   | 3:04    |
| 13. | „Rosanna‟               | Paich                                     | Toto IV                   | 5:30    |
| 14. | „Angela‟                | Paich                                     | Toto                      | 4:43    |
| 15. | „Only You‟              | Toto                                      | Kingdom of Desire         | 4:22    |
| 16. | „Out of Love‟           | Jean-Michel Byron, Lukather               | Past to Present 1977–1990 | 5:54    |
| 17. | „2 Hearts‟              | Lukather                                  | Kingdom of Desire         | 5:02    |

## Zasedba

### Toto
- Steve Lukather – kitare, solo vokal, spremljevalni vokal
- David Paich – klaviature, spremljevalni vokal
- Mike Porcaro – bas kitara (2, 6, 9, 11, 15, 16, 17)
- Jeff Porcaro – bobni, tolkala
- Jean-Michel Byron – solo vokal (16)
- David Hungate – bas kitara (1, 3, 4, 5, 7, 8, 10, 12, 13, 14)
- Bobby Kimball – solo vokal, spremljevalni vokal (1, 3, 4, 5, 7, 8, 10, 12, 13, 14)
- Joseph Williams – solo vokal, spremljevalni vokal (2, 6, 9, 11)
- Steve Porcaro – klaviature, solo vokal (1, 2, 3, 4, 5, 6, 7, 8, 10, 11, 12, 13, 14)